# Вальчицкие
Вальчицкие (пол. Walczycki) — русский дворянский род.
Родоначальником его считается венденский подстолий Иван Вальчицкий, владевший частью селения Рожнешова, с крестьянами, в чарском повете Варшавской земли. Род Вальчицких внесён в VI часть Дворянской родословной книги Гродненской губернии.

## Описание герба
В лазоревом щите золотая подкова, шипами вниз. На ней золотой крест с широкими концами. На кресте стоит серебряная птица, держащая в червлёном клюве золотой перстень.
Щит увенчан дворянским коронованным шлемом. Нашлемник: серебряная птица, держащая в червлёном клюве золотой перстень. Намёт: справа лазоревый с золотом, слева лазоревый с серебром. Герб помещён в XII часть Гербовника, 101.